# 九寨镇
九寨镇，是中华人民共和国辽宁省营口市盖州市下辖的一个乡镇级行政单位。

## 行政区划
九寨镇下辖以下地区：
九寨社区、九寨村、靠山寨村、五美房村、马屯村、三道河村、福利村、丁屯村、二道河村、新寨子村、唐岭村、骆驼岭村、关屯村和孟洼子村。